# Jesper Nøddesbo
Jesper Brian Nøddesbo (23 de octubre de 1980, Herning, Dinamarca) es un exjugador profesional de balonmano que jugaba de pívot. Su último equipo fue el Bjerringbro-Silkeborg de la 888ligaen. 
Fue un componente de la selección de balonmano de Dinamarca, con la que consiguió la medalla de oro en los Juegos Olímpicos de Río de Janeiro 2016.

## Equipos
- Team Tvis Holstebro (1999-2004)
- Kolding IF (2004-2007)
- FC Barcelona (2007-2017)
- Bjerringbro-Silkeborg (2017-2021)

## Palmarés

### KIF Kolding
- Liga danesa (2005, 2006)
- Copa de Dinamarca (2005, 2007)

### FC Barcelona
- Liga de Campeones de la EHF (2011 y 2015)
- Liga ASOBAL (2011, 2012, 2013, 2014, 2015, 2016 y 2017)
- Copa ASOBAL (2010, 2012, 2013, 2014, 2015, 2016, 2017)
- Supercopa de España (2008, 2009, 2012, 2013, 2014, 2015 y 2016)
- Copa del Rey (2009, 2010, 2014, 2015, 2016, 2017)

### Selección nacional

#### Campeonato de Europa
- Medalla de Oro en los Juegos Olímpicos de Río de Janeiro 2016

- Medalla de Oro en el Campeonato Europeo de Balonmano Masculino de 2008.
- Medalla de Bronce en el Campeonato Europeo de Balonmano Masculino de 2006.
- Medalla de Plata en el Campeonato Europeo de Balonmano Masculino de 2014.

#### Campeonato del Mundo
- Medalla de Bronce en el Campeonato Mundial de Balonmano Masculino de 2007.
- Medalla de Plata en el Campeonato Mundial de Balonmano Masculino de 2011.
- Medalla de Plata en el Campeonato Mundial de Balonmano Masculino de 2013.